# Robert Kranjec
Robert Kranjec (* 16. Juli 1981 in Ljubljana) ist ein ehemaliger slowenischer Skispringer. Er startete für den Verein SK Triglav.

## Werdegang
Robert Kranjec gab sein Weltcup-Debüt im Rahmen des Nordic Tournament 1998. Unmittelbar danach nahm er auch am Skifliegen in Planica teil. Auf der dortigen Schanze stürzte der Slowene im darauffolgenden Jahr aufgrund eines Absprungfehlers und zog sich schwere Verletzungen zu. 
Den ersten Erfolg in der Weltspitze konnte Kranjec bei den Olympischen Winterspielen 2002 in Salt Lake City mit der Bronzemedaille im Teamwettbewerb erreichen. Es folgten einige Jahre mit Platzierungen im Mittelfeld. Seinen ersten Weltcupsieg setzte er zu Beginn der Saison 2005/06 im finnischen Kuusamo. Da dies das Weltcupauftaktspringen war, wurde er kurzzeitig Träger des gelben Trikots des Weltcupführenden. Es folgten weiter wenig erfolgreiche Jahre, in denen er meist nur beim Skifliegen vordere Positionen erreichen konnte. Bei den Slowenischen Meisterschaften im Skispringen 2009 gewann Kranjec die Meisterschaft von der Großschanze. Am 9. Januar 2010 konnte er beim Skifliegen in Tauplitz seinen zweiten Sieg einfahren, nachdem er sich überraschend gegen Simon Ammann durchsetzen konnte. Im Skiflug-Wettbewerb am folgenden Tag erreichte er den zweiten Platz. In Oberstdorf konnte er am 31. Januar, erneut beim Skifliegen, wieder den zweiten Platz erreichen, womit er sich den Gesamtsieg im Disziplinenweltcup für das Skifliegen sichern konnte. Bei den Olympischen Winterspielen 2010 in Vancouver erreichte er von der Normalschanze den 6. Platz und von der Großschanze den 9. Platz.
Bei den Slowenischen Meisterschaften 2010 in Kranj gewann Kranjec erneut beide Titel im Einzel und im Team. Bei der Nordischen Skiweltmeisterschaft 2011 in Oslo startete er für Slowenien in allen vier Sprungwettbewerben. Von der Normalschanze erreichte er im Einzel den 32. Platz und mit dem Team Platz sechs. Von der Großschanze erreichte er im Einzelspringen den 23. Platz. Im Teamspringen gewann er gemeinsam mit Jurij Tepeš, Jernej Damjan und Peter Prevc die Bronzemedaille. Daraufhin wurde diese slowenische Mannschaft bei der Wahl zum Sportler des Jahres in ihrer Heimat zur Mannschaft des Jahres gewählt. Am 19. Februar 2012 gewann er mit der slowenischen Mannschaft das Teamspringen auf der Heini-Klopfer-Skiflugschanze. Die slowenische Mannschaft gewann damit erstmals überhaupt einen Teamwettbewerb im Weltcup.
Robert Kranjec gilt als einer der besten Skiflieger der Szene. Seinen größten Erfolg im Fliegen feierte er mit dem Sieg im Einzel bei der Skiflug-Weltmeisterschaft 2012 in Vikersund, wo er auch seine neue persönliche Bestleistung von 244 Metern aufstellte. Mit 30 Jahren und 224 Tagen zum Zeitpunkt des Titelgewinns war Kranjec bis 2024 außerdem der älteste Skiflugweltmeister. Im Teamwettbewerb errang er mit der slowenischen Mannschaft die Bronzemedaille hinter Österreich und Deutschland. Am 16. März 2012 konnte er als erster Slowene ein Skifliegen auf der Letalnica bratov Gorišek in Planica gewinnen.
Trotz des Erfolges auf internationaler Ebene erreichte Kranjec bei den Slowenischen Meisterschaften im Skispringen 2013 nur den achten Platz im Einzelspringen.
Im Skisprung-Weltcup 2014/15 schnitt Kranjec deutlich schlechter ab als die Jahre zuvor und scheiterte häufig daran, in den zweiten Durchgang zu springen. Seine beste Einzelplatzierung der Saison war ein zehnter Platz in Lillehammer. Er beendete den Gesamtweltcup schließlich auf dem 26. Platz. Am 21. März 2015 gewann er auf seiner Heimschanze in Planica den Teamwettbewerb mit der slowenischen Mannschaft. In der Folgesaison konnte er seine Form wieder steigern, so gelangen ihm im Skisprung-Weltcup 2015/16 zwei Einzelsiege (Vikersund und Planica) sowie ein Teamerfolg in Oslo.
In der Saisonvorbereitung zum Skisprung-Weltcup 2016/17 zog sich Kranjec eine Kreuzbandverletzung am rechten Knie zu. Zunächst setzte er sein Training fort, wenige Wochen vor dem Saisonstart verkündete er jedoch via Facebook, dass er sich einer Operation unterzieht und in der Saison 2016/17 keine Sprünge absolvieren wird. Laut eigenen Angaben wollte Kranjec sich Zeit nehmen, um die Verletzung auszukurieren und sich auf die Olympischen Winterspiele 2018 zu konzentrieren.
Kurz vor der zweiten Austragung des Planica 7 im März 2019 gab Kranjec bekannt, nach dem Skifliegen seine Karriere beenden zu wollen. Am 21. März belegte er in der Qualifikation im Rahmen des Planica 7 nur Platz 47 und verpasste damit den Einzelwettbewerb. Dies war somit sein letzter Wettkampfsprung. Am 23. März absolvierte er nach dem ersten Durchgang des Teamspringens außer Konkurrenz seinen Abschiedssprung, bei dem er eine Weite von 213,5 Meter erreichte.

## Erfolge

### Weltcupsiege im Einzel
| Nr. | Datum             | Ort       | Typ         |
| --- | ----------------- | --------- | ----------- |
| 1.  | 26. November 2005 | Kuusamo   | Großschanze |
| 2.  | 9. Januar 2010    | Tauplitz  | Flugschanze |
| 3.  | 15. Januar 2012   | Tauplitz  | Flugschanze |
| 4.  | 16. März 2012     | Planica   | Flugschanze |
| 5.  | 27. Januar 2013   | Vikersund | Flugschanze |
| 6.  | 12. Februar 2016  | Vikersund | Flugschanze |
| 7.  | 18. März 2016     | Planica   | Flugschanze |

### Weltcupsiege im Team
| Nr. | Datum             | Ort         | Typ         |
| --- | ----------------- | ----------- | ----------- |
| 1.  | 19. Februar 2012  | Oberstdorf  | Flugschanze |
| 2.  | 11. Januar 2013   | Zakopane    | Großschanze |
| 3.  | 9. Februar 2013   | Willingen   | Großschanze |
| 4.  | 23. März 2013     | Planica     | Flugschanze |
| 5.  | 23. November 2013 | Klingenthal | Großschanze |
| 6.  | 18. Januar 2014   | Zakopane    | Großschanze |
| 7.  | 21. März 2015     | Planica     | Flugschanze |
| 8.  | 6. Februar 2016   | Oslo        | Großschanze |

### Grand-Prix-Siege im Einzel
| Nr. | Datum              | Ort          | Typ         |
| --- | ------------------ | ------------ | ----------- |
| 1.  | 13. August 2005    | Einsiedeln   | Großschanze |
| 2.  | 30. August 2009    | Hakuba       | Großschanze |
| 3.  | 10. September 2016 | Tschaikowski | Großschanze |

### Grand-Prix-Siege im Team
| Nr. | Datum         | Ort   | Typ         |
| --- | ------------- | ----- | ----------- |
| 1.  | 20. Juli 2012 | Wisła | Großschanze |

### Continental-Cup-Siege im Einzel
| Nr. | Datum            | Ort           | Typ           |
| --- | ---------------- | ------------- | ------------- |
| 01. | 8. Februar 1998  | Westby        | Großschanze   |
| 02. | 11. Februar 2001 | Westby        | Großschanze   |
| 03. | 18. Februar 2001 | Iron Mountain | Großschanze   |
| 04. | 7. Juli 2001     | Velenje       | Normalschanze |
| 05. | 14. Juli 2001    | Villach       | Normalschanze |
| 06. | 15. Juli 2001    | Villach       | Normalschanze |
| 07. | 5. Juli 2002     | Velenje       | Normalschanze |
| 08. | 6. Juli 2002     | Velenje       | Normalschanze |
| 09. | 29. Januar 2005  | Lauscha       | Normalschanze |
| 10. | 8. Juli 2005     | Velenje       | Normalschanze |
| 11. | 10. Juli 2005    | Kranj         | Normalschanze |
| 12. | 12. März 2006    | Bischofshofen | Großschanze   |
| 13. | 3. Juli 2009     | Velenje       | Normalschanze |
| 14. | 5. Juli 2009     | Kranj         | Normalschanze |
| 15. | 11. Juli 2009    | Villach       | Normalschanze |
| 16. | 12. Juli 2009    | Villach       | Normalschanze |
| 17. | 2. Juli 2011     | Kranj         | Normalschanze |
| 18. | 26. Januar 2018  | Sapporo       | Normalschanze |
| 19. | 28. Januar 2018  | Sapporo       | Großschanze   |

## Statistik

### Weltcup-Platzierungen
| Saison  | Platz | Punkte |
| ------- | ----- | ------ |
| 2001/02 | 16.   | 348    |
| 2002/03 | 17.   | 431    |
| 2003/04 | 46.   | 058    |
| 2004/05 | 45.   | 065    |
| 2005/06 | 16.   | 327    |
| 2006/07 | 27.   | 179    |
| 2007/08 | 25.   | 233    |
| 2008/09 | 23.   | 276    |
| 2009/10 | 10.   | 503    |
| 2010/11 | 18.   | 355    |
| 2011/12 | 09.   | 829    |
| 2012/13 | 06.   | 802    |
| 2013/14 | 11.   | 493    |
| 2014/15 | 26.   | 201    |
| 2015/16 | 13.   | 603    |
| 2017/18 | 49.   | 026    |

### Grand-Prix-Platzierungen
| Saison | Platz | Punkte |
| ------ | ----- | ------ |
| 2002   | 07.   | 179    |
| 2003   | 26.   | 033    |
| 2004   | 09.   | 188    |
| 2005   | 08.   | 184    |
| 2007   | 69.   | 011    |
| 2008   | 61.   | 019    |
| 2009   | 02.   | 477    |
| 2010   | 40.   | 035    |
| 2011   | 11.   | 206    |
| 2012   | 50.   | 028    |
| 2013   | 53.   | 044    |
| 2014   | 39.   | 055    |
| 2015   | 03.   | 349    |
| 2016   | 08.   | 259    |
| 2017   | 34.   | 063    |
| 2018   | 58.   | 018    |